# دوري كرة القدم الإنجليزي 1927–28
دوري كرة القدم الإنجليزي 1927–28 هو موسم من دوري كرة القدم الإنجليزي. أقيم خلال الفترة 27 أغسطس 1927 وحتى 5 مايو 1928، وفاز فيه نادي إيفرتون.